# Raffaello Bertieri
Raffaello Bertieri (Firenze, 5 gennaio 1875 – Asso, 30 maggio 1941) è stato un editore, designer e tipografo italiano.

## Biografia
Bertieri iniziò a lavorare come praticante nel 1886 e divenne editore nel 1902 a Milano. Iniziò pubblicando Il Risorgimento Grafico poi fondò la propria società editoriale Bertieri & Vanzetti, che ottenne notorietà pubblicando i lavori di Gabriele D'Annunzio, e un'edizione di L'arte di G. B. Bodoni.  Molti dei suoi libri vinsero premi, molti durante l'Esposizione internazionale di arti decorative e industriali moderne del 1925.
Egli rappresenta la perfetta incarnazione del self made man. Nato a Firenze nel 1875 da famiglia di modeste condizioni, a tredici anni entra in tipografia. Nel 1898 diventa presidente della Federazione del Libro. Entrato nella redazione della nuova rivista bimensile Il Risorgimento Grafico, Bertieri ne diventa nel 1904 Direttore responsabile, assumendo nel 1906 la proprietà della testata.  Negli anni Trenta la notorietà di Bertieri giunge al culmine, grazie anche alle numerose partecipazioni a fiere internazionali.
Massone, fu iniziato il 18 aprile 1898 nella loggia Concordia di Firenze, il 6 luglio 1901 ricevette il quarto grado del Rito scozzese antico ed accettato.
Bertieri riscopre in chiave moderna i  valori estetici e artistici dell'antica tradizione rinascimentale italiana. Avvertendo la sudditanza della tipografia italiana dai modelli nordamericani ricalcati su quelli dei nostri maestri del Rinascimento, arriva a rivalutare Bodoni come raccordo tra quella straordinaria tradizione e il neoclassicismo.
Grande attenzione rivolse anche alla formazione: al tipografo, infatti, si chiede  perizia tecnica unita a sensibilità artistica. Intraprende quindi un'estesa opera di educazione e propaganda per formare nuove generazioni di artisti, tipografi e al contempo, educare il pubblico al buon gusto. Dal 1919 al 1925 dirigerà la Scuola del libro di Milano, mentre nel 1927 darà vita all'Istituto Grafico Bertieri la cui sede, divenuta nel dopoguerra di proprietà dell'Unione Grafici, e acquistata da Angelo Rizzoli nel 1950, ospiterà l'Istituto Rizzoli per l'insegnamento delle arti grafiche.
Il Risorgimento Grafico fu il nome con cui Raffaello Bertieri,  volle battezzare la sua creatura: ci riferiamo alla rivista che seppe dare nuovo slancio alla tipografia italiana. “Nova ex antiquis” diventa, infatti, il suo motto, che traduce la volontà di  recupero del glorioso passato della tradizione tipografica italiana che, va ricordato, dopo Giovanni Bodoni, era caduta nel buio della decadenza tecnica (con una sempre maggiore dipendenza dall'estero per i macchinari, la carta e i caratteri) e stilistica.

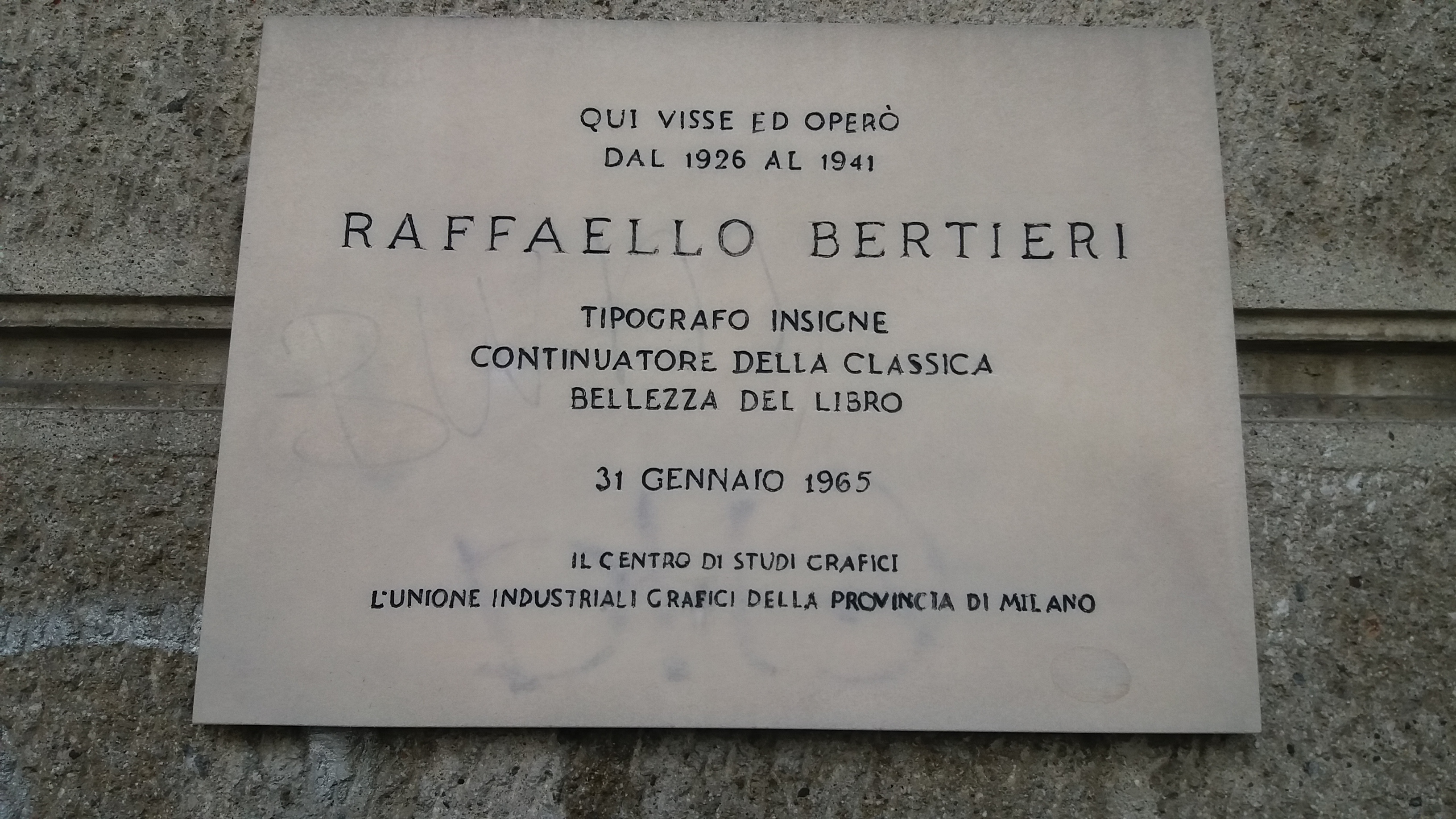
Targa posta nel 1965 in ricordo di Raffaello Bertieri in via Mangiagalli 18 a Milano, attualmente nell'atrio del nuovo edificio di piazza Occhialini 3 che ha sostituito l'edificio di via Mangiagalli 18

Nel 1966 il Centro di Studi Grafici, nell’ambito delle manifestazioni per ricordare il quinto centenario dell’introduzione della stampa in Italia, organizzò la mostra e pubblicò il volume Onoranze a Raffaelo Bertieri, gli fece dedicare una strada di Milano e collocò insieme alla Unione Industriali Grafici della Provincia di Milano una targa sull’edificio dell’Istituto Rizzoli per l’Insegnamento delle Arti Grafiche in via Mangiagalli 18 con la scritta qui visse ed operò dal 1926 al 1941 Raffaello Bertieri tipografo insigne continuatore della classica bellezza del libro.
Nel 2011, dal 4 ottobre al 6 dicembre, in occasione del 70º anniversario dalla sua morte la Biblioteca Nazionale Braidense, in collaborazione con l'Associazione Culturale Studi Grafici, ha voluto celebrare Bertieri con la mostra Nova ex Antiquis, Raffaello Bertieri e il Risorgimento Grafico e la pubblicazione di un catalogo. Nella mostra sono state esposte alcune delle pagine più espressive della rivista Il Risorgimento Grafico (1902-1941), di cui fu direttore e proprietario, insieme a libri, stampati e preziosi materiali inediti.

## Caratteri disegnati da Raffaello Bertieri
- Inkunabula (1921), basato su un font roman di Erhard Ratdolt.
- Sinibaldi (1926)
- Paganini (1928), disegnato da Alessandro Butti sotto la supervisione di Bertieri.
- Iliade (1930)
- Ruano (1926)[3]